# یواس‌اس ریچ (دی‌دی-۸۲۰)
یواس‌اس ریچ (دی‌دی-۸۲۰) (به انگلیسی: USS Rich (DD-820)) یک کشتی بود که طول آن ۳۹۰ فوت ۶ اینچ (۱۱۹٫۰۲ متر) بود. این کشتی در سال ۱۹۴۵ ساخته شد.